# Jia Zhanbo
Jia Zhanbo (n. 15 martie 1974, Xinyang⁠(d), Republica Populară Chineză) este un trăgător de tir ce a reprezentat Republica Populară Chineză, medaliat olimpic. A participat la 2 ediții ale Jocurilor Olimpice (2004, 2008) în care a câștigat o medalie de aur.